# Olof Wahlgren (militär)
Carl Olof Wahlgren, född 11 februari 1863 i Lund, död 10 maj 1940, var en svensk militär och direktör. Han var son till Fredrik August Wahlgren och i äktenskap med Bertha Berling (1869–1925, dotter till Christian Berling) far till Christer Wahlgren.
Wahlgren blev student vid Lunds universitet 1882, underlöjtnant vid Södra skånska infanteriregementet 1883, genomgick Krigshögskolan 1886–88 samt Skjutskolan 1890 och 1911. Han tjänstgjorde vid Kronprinsens husarregemente från 1887, Wendes artilleriregemente från 1889, blev löjtnant 1892, kapten 1901, major vid Hallands regemente 1910, överstelöjtnant vid Södra skånska infanteriregementets reserv 1914 och erhöll avsked 1923.

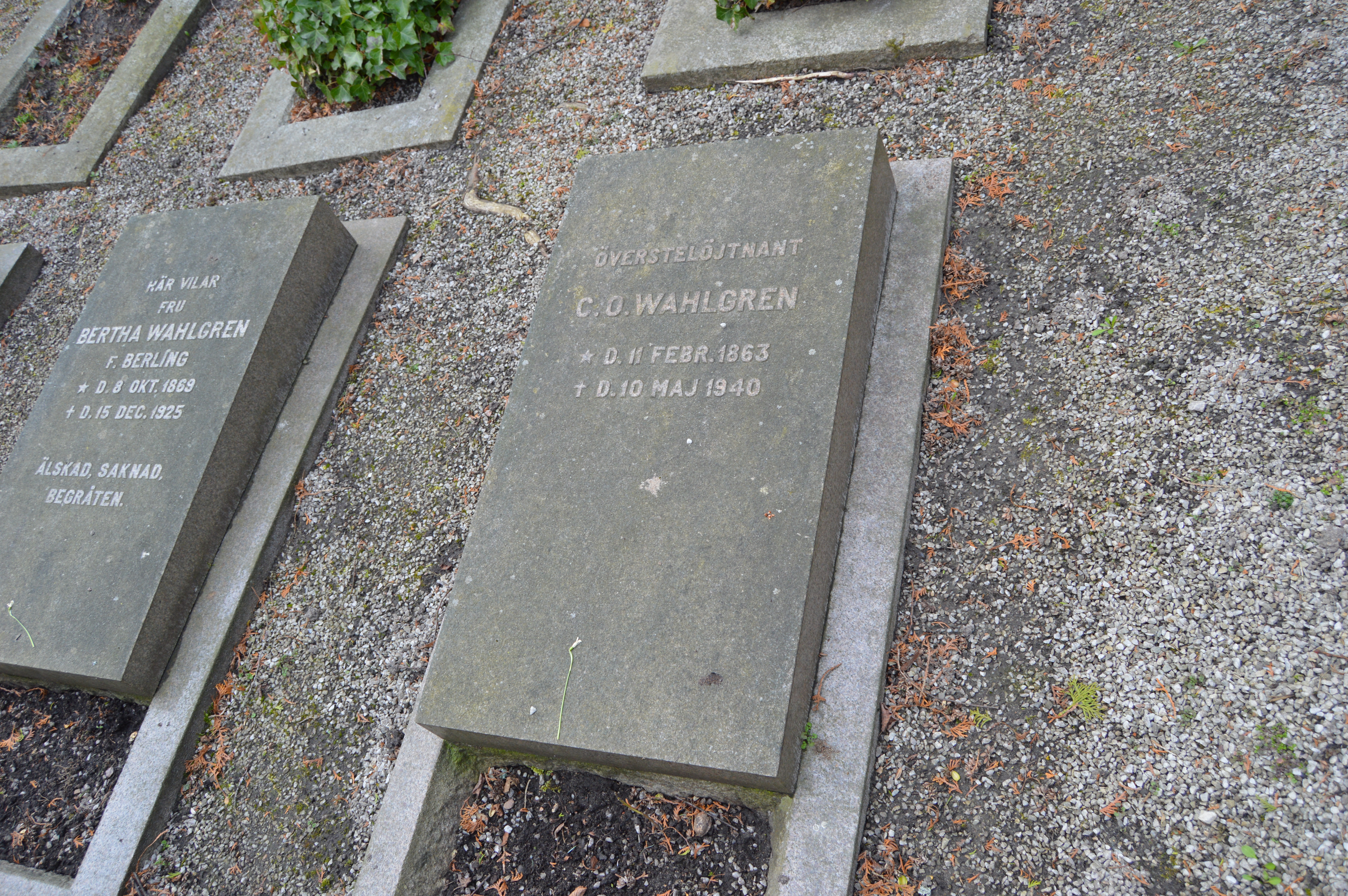
Olof Wahlgrens gravvård på Östra kyrkogården i Lund.

Wahlgren blev ekonomidirektör i Förlags AB Malmö 1895, verkställande direktör där 1907–37 och ordförande 1920. Han tillhörde stadsfullmäktige i Malmö stad 1905–12 och 1915–18 samt olika kommunala styrelser och nämnder i Malmö. Han var ordförande i Allmänna svenska boktryckareföreningens avdelning för Skåne-Blekinge under flera år, revisor i Skånes Enskilda Bank och ordförande i revisionen under flera år, ledamot av styrelsen och vice ordförande i Sparbanken Bikupan, ordförande i Malmö industriförening 1908–20, ledamot av förvaltningsutskottet för Baltiska utställningen 1914, ordförande i Svenska Röda Korsets Skånedistrikt, ordförande i Malmö landstormsbefälsförening 1914–18 och vice ordförande i första Skånemässan 1919. Han deltog i journalistkongressen i Paris 1900 och företog studieresor till ett flertal europeiska länder.